# Apocynaceen-Alkaloide
Apocynaceen-Alkaloide sind Naturstoffe, die u. a. in der Pflanzenfamilie der Hundsgiftgewächse (Apocynaceae) vorkommen.

## Vorkommen

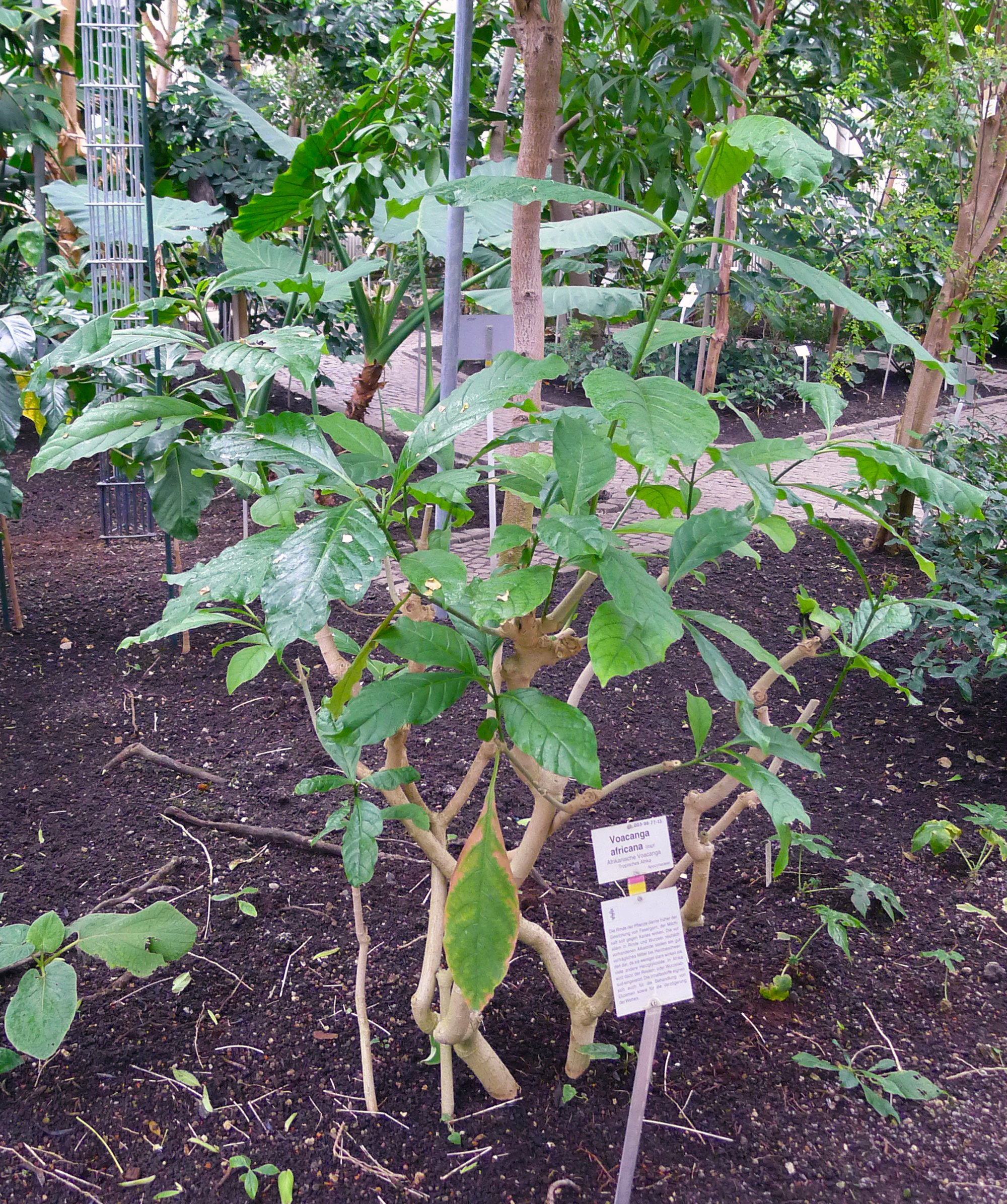
Voacanga africana

Tabernanthin kommt in Tabernaemontana laurifolia vor. Voacangin und Voacristin wurden aus Voacanga africana Stapf isoliert.

## Vertreter
Zu den Vertretern zählt Tabernanthin. Weitere Vertreter sind Voacangin und Voacristin.

(–)-Voacangin
(–)-Voacristin
Tabernanthin

## Verwendung
Pflanzenteile von Voacanga africana finden bei afrikanischen Ureinwohnern u. a. als Halluzinogen, für kultische Zeremonien und als Aphrodisiakum Verwendung.

### Ethnomedizinischer Gebrauch
Ein Dekokt aus der Stamm- oder Wurzelrinde dient zur Behandlung von psychischen Störungen und als Analgetikum. Der Milchsaft wird auf kariöse Zähne aufgetragen. Im Südosten Nigerias wird Voacanga africana in vielen Heilritualen verwendet.